# Список достопримечательностей города Квебек

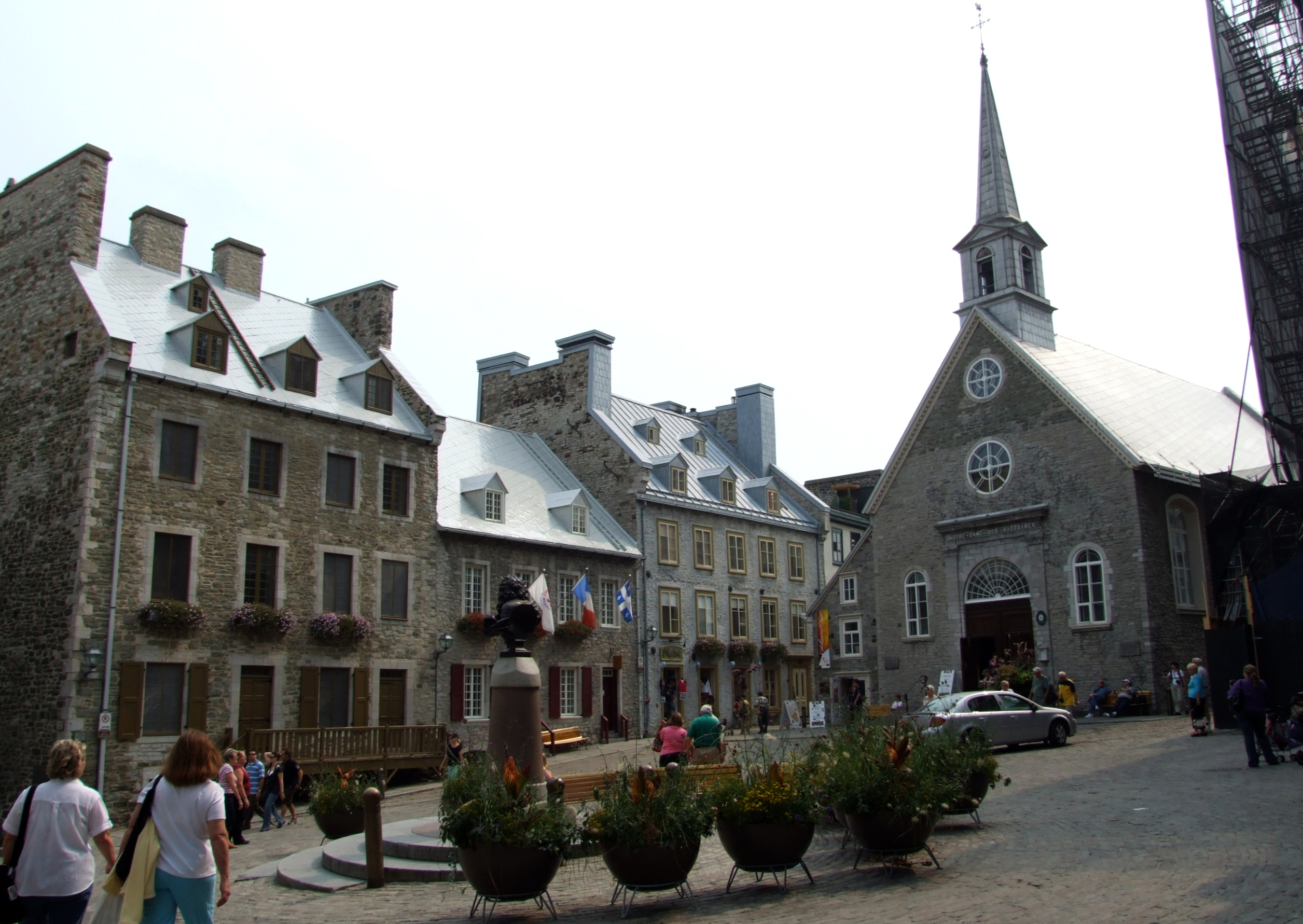
«Старый Квебек» имеет сходство с европейскими городами.

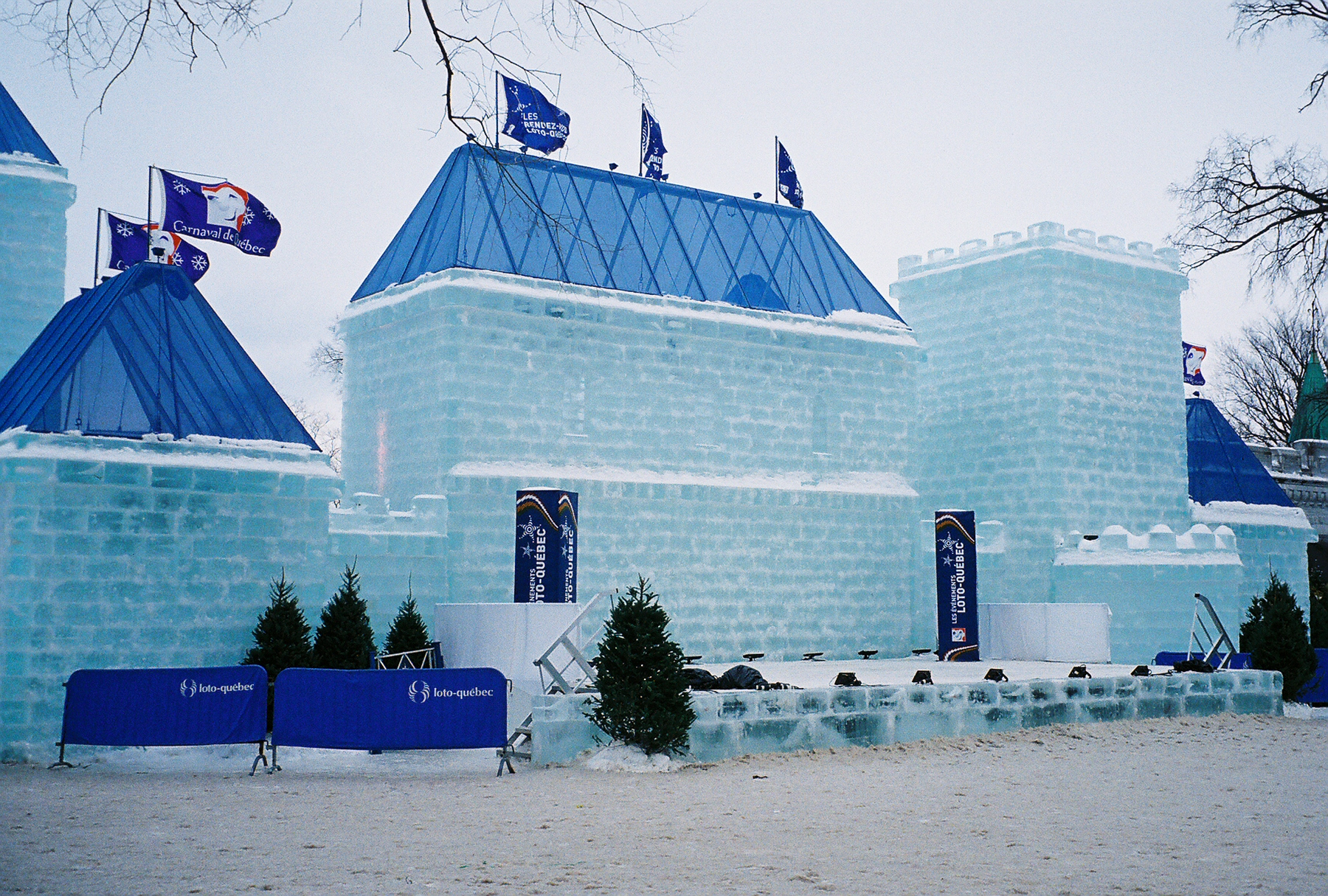
Ледовый дворец во время Квебекского зимнего карнавала (не путать с Ледовым отелем).

Город Квебек, столица канадской провинции Квебек, весьма популярен среди туристов как сохранивший наиболее европейский облик среди городов Северной Америки. Здесь есть британская крепость XIX века (построенная на месте прежней крепости XVII века) и старинный квартал, сохранивший характерные для европейских городов очертания.

## Архитектура
Большая часть наиболее заметных архитектурных объектов города расположена к востоку от крепостных стен в Старом Квебеке и у Королевской площади. Этот район имеет европейский вид с его каменными зданиями и извилистыми улочками с магазинами и ресторанами. Порт Сен-Луи и порт Сен-Жан основные ворота, через стены из современной части города.
- Базилика Нотр-Дам-де-Виктуар
- Вокзал Гар-дю-Пале
- Гранд-отель Шато-Фронтенак в «замковом» стиле
- Здание парламента (Квебек)
- Квебекская крепость
- Квебекский мост
- Старый Квебекский фуникулёр
- Университетский квартал (Университет Лаваля, Ботанический сад)
- Квебекская фреска

## Музеи
- Музей цивилизации (Квебек)
- Национальный музей изящных искусств Квебека
- Центр интерпретации Пляс-Руаяль
- Музей Французской Америки
- Музей августинок при больнице Отель-Дьё
- Музей августинок при Главной больнице
- Музей урсулинок
- Музей крепости
- Музей-театр Quebec Experience (400 лет истории города)
- Музей 22-го королевского полка
- Морской музей Квебека
- Отель-музей Первых наций (оборудован в стиле аборигенной культуры)

## Аттракционы
- Аквариум, fr:Aquarium du Québec
- Зоопарк (закрыт в 2006 году), fr:Jardin zoologique du Québec, часть животных переехали в зоопарки гг. Гранби, Сен-Фелисьен и Сент-Анн-де-Бельвю.
- Экспосите, fr:ExpoCité
- Лыжный курорт Монт-Сент-Анн, en:Mont-Sainte-Anne
- Ледовый отель — Ice Hotel
- Фуникулёр

## Фестивали и культурные события
Среди ежегодных культурных событий в городе Квебеке особенно выделяются Зимний карнавал, Летний музыкальный фестиваль и мероприятия по поводу Национального праздника Квебека 24 июня.

## Спорт
В 2008 г. в городе проходили Специальный Канадские национальные зимние олимпийские игры. В 2011 г. в городе проводился Гран-При по фигурному катанию.
Также в городе есть профессиональная бейсбольная команда Capitales de Québec, играющая на Муниципальном стадионе Квебека, ряд футбольных и хоккейных команд. Также в городе для проведения хоккейных игр был сооружён Квебекский амфитеатр.

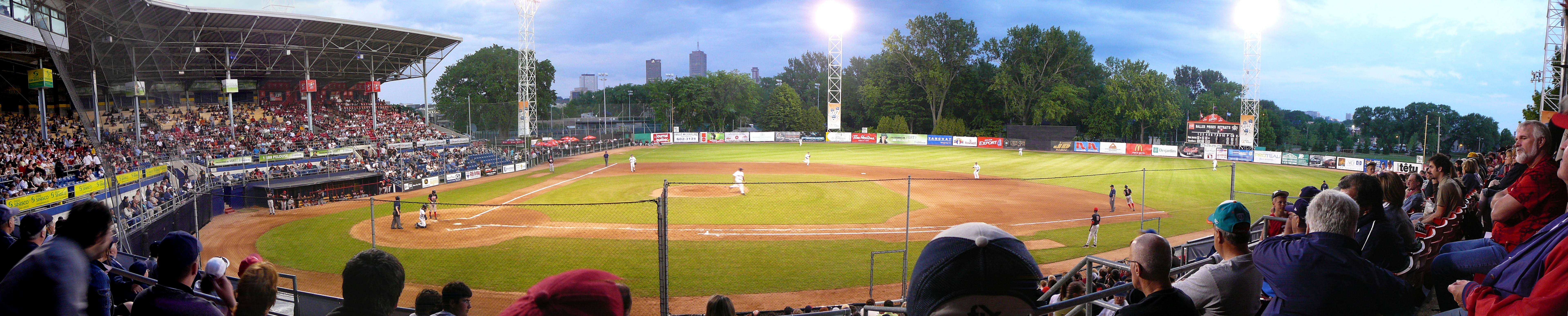
Команда Quebec Capitales, играющая на Муниципальном стадионе Квебека

## Парки и ландшафтные достопримечательности
В городе имеется множество парков. Важной достопримечательностью являются водопады Монморанси.